# Monica Zak

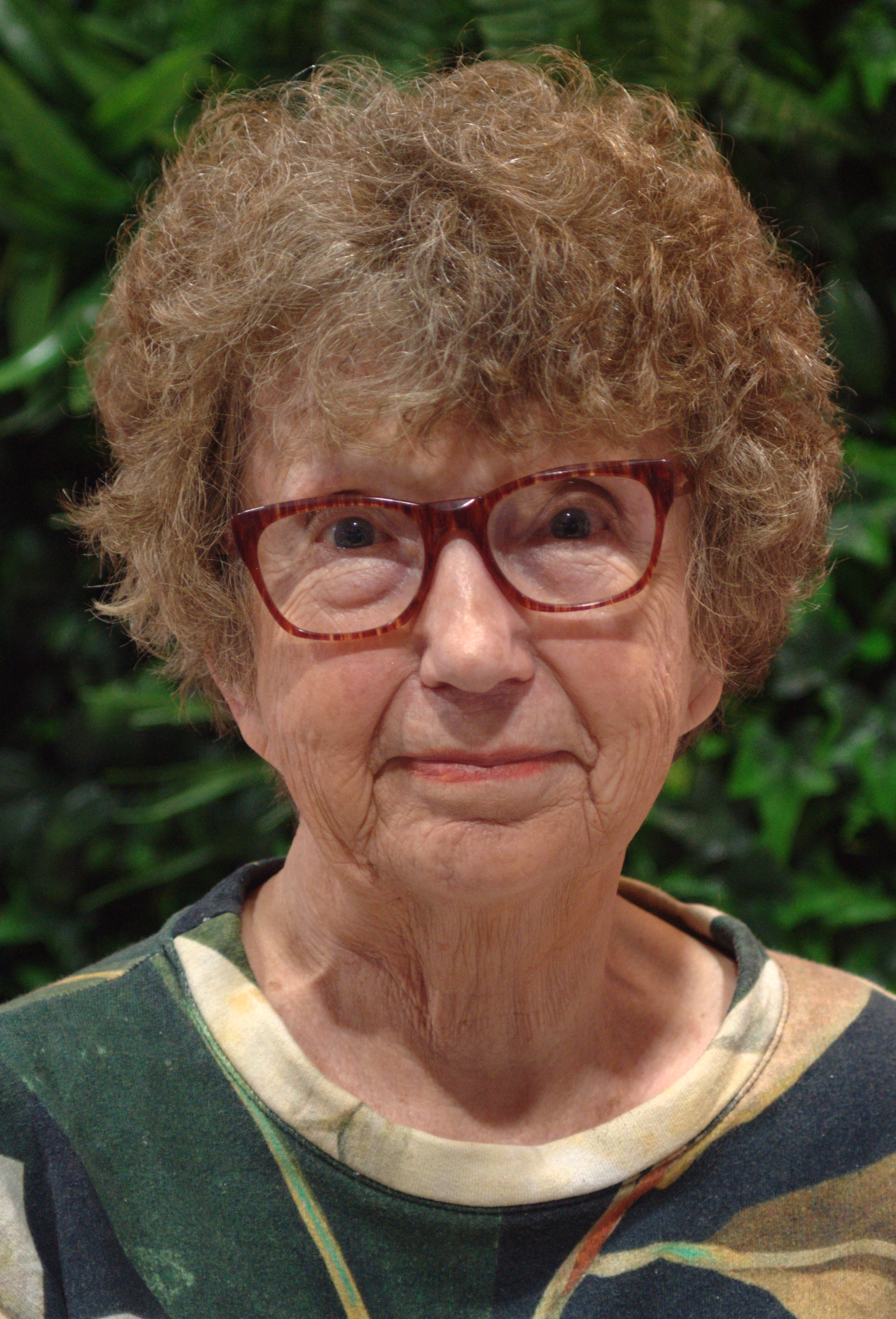
Monica Zak, 2019

Monica Christina Zak (* 27. Januar 1939 in Dresden) ist eine schwedische Schriftstellerin und Journalistin.

## Leben
Zaks tschechischer Vater Franz Zak und schwedische Mutter Elsa Hellstrand flohen kurz vor dem Beginn des Zweiten Weltkrieges aus Deutschland nach Schweden. Sie wuchs in Örebro auf, legte das Abitur 1960 ab, studierte 1962 an der Handelshochschule in Göteborg und am Institut für Journalistik. Sie arbeitete als Beraterin des schwedischen Schriftstellerzentrums (schwedisch: Författarcentrum) von 1976 bis 1977 sowie als Tages- und Fachpressejournalistin bei der Örebroer Zeitung Nerikes Allehanda (1957–60), dem Monatsjournal Damernas värld (1963) und der Zeitung Aftonbladet (1965–71). Von 1984 bis 1990 war sie freischaffend für das Reportagebüro Barnens Värld tätig. Ab 1990 reiste sie für zehn Jahre als internationale Zeitungsreporterin um die Welt und lieferte Reportagen aus Guatemala, Mexiko, der Dominikanischen Republik, Algerien, Panama, Costa Rica, Kenia, Peru, Tansania, El Salvador, China und Somalia. 
Im Laufe ihres bisherigen Arbeitslebens schrieb Zak etwa 45 Werke, darunter viele Kinder- und Jugendbücher, deren Handlung überwiegend in Zentral- oder Südamerika spielt. Ihre Werke wurden in mehr als zwölf Sprachen übersetzt. Einige Zeit war sie Mitglied der Schwedischen Kinderbuchakademie (schwedisch: Svenska barnboksakademien). Ihr Buch Pumas Tochter wurde mit der Nils-Holgersson-Plakette ausgezeichnet und 1994 verfilmt.

## Werke (Auswahl)
| - Oskar Storm på den obebodda ön, 1971 - Havets indianer: med skutan Fernando i San Blas, 1971 - Fortuna III: en berättelse om sommar och äventyr, 1973 - Äventyret och indianerna, 1976 - Den hemliga resan, 1978 - Kungaboken, 1980 - Vi vann!, 1981 - Barrikaden, 1983 - Vi vill ha fred!, 1984 - Uppdraget, 1984 - Anfallet, 1984 - Huset med den blå vulkanen, 1985 - Nu jobbar vi med Centralamerika, 1985 - Pumans dotter (deutsch: Pumas Tochter, ISBN 3423780789), 1986 - Hjälp! Boan är lös!, 1987 - Rädda min djungel, 1987 - Regnskogsjakten, 1988 - Jaguarskogen, 1989 - Paloma och pyramidstadens hemlighet, 1989 | - Pojken med vrålaporna, 1990 - Tigermiraklet och andra berättelser om unga människor i världen, 1990 - Uggleflickan, 1991 - Det gröna guldet, 1992 - Sjörövarflaskan : det här är historien om Kristoffer Barfot, 1992 - Spökhunden, 1993 - Grisjakten, 1993 - Hovdamen och jag : en treas hemliga memoarer, 1994 - Den hemska fisken, 1995 - Miljonpaddan, 1996 - Felix, gatubarn, 1997 - Gatubarnsmordet, 1997 - Pojken som levde med strutsar, 2001 - Alex Dogboy, 2002 - Den Tredje Kärleken, 2005 - Björn lindansare, 2008 - Offensiv Röda Nunnan, 2009 - Kasta syra, 2011 |

## Preise und Auszeichnungen
- Nils-Holgersson-Plakette, 1987
- Bokjuryn in der Kategorie 14 bis 19 Jahre, 2002